# Make Way for Willie Nelson
Make Way for Willie Nelson – album wydany w roku 1967 przez muzyka country Williego Nelsona.

## Spis utworów
| 1.  | „Make Way for a Better Man” (Cy Coben)                           | 2:01  |
|     |                                                                  |       |
| 2.  | „Some Other World” (Floyd Tillman)                               | 2:11  |
|     |                                                                  |       |
| 3.  | „Have I Stayed Away Too Long?” (Frank Loesser)                   | 3:06  |
|     |                                                                  |       |
| 4.  | „Born to Lose” (Ted Daffan)                                      | 2:39  |
|     |                                                                  |       |
| 5.  | „Lovin’ Lies” (Beth Nielsen Chapman, Troy Martin, Pete Pyle)     | 3:02  |
|     |                                                                  |       |
| 6.  | „You Made Me Live, Love and Die” (Tillman)                       | 2:53  |
|     |                                                                  |       |
| 7.  | „What Now My Love” (Gilbert Bécaud, Pierre Delanoë, Carl Sigman) | 3:13  |
|     |                                                                  |       |
| 8.  | „Teach Me to Forget” (Leon Payne)                                | 2:53  |
|     |                                                                  |       |
| 9.  | „Mansion on the Hill” (Fred Rose, Hank Williams)                 | 3:02  |
|     |                                                                  |       |
| 10. | „If It’s Wrong to Love You” (Dodd, Charles Mitchell)             | 2:21  |
|     |                                                                  |       |
| 11. | „Have I Told You Lately That I Love You” (Scotty Wiseman)        | 3:06  |
|     |                                                                  |       |
| 12. | „One in a Row” (Willie Nelson)                                   | 2:34  |
|     |                                                                  |       |
|     |                                                                  | 33:01 |
|     |                                                                  |       |